# Moler

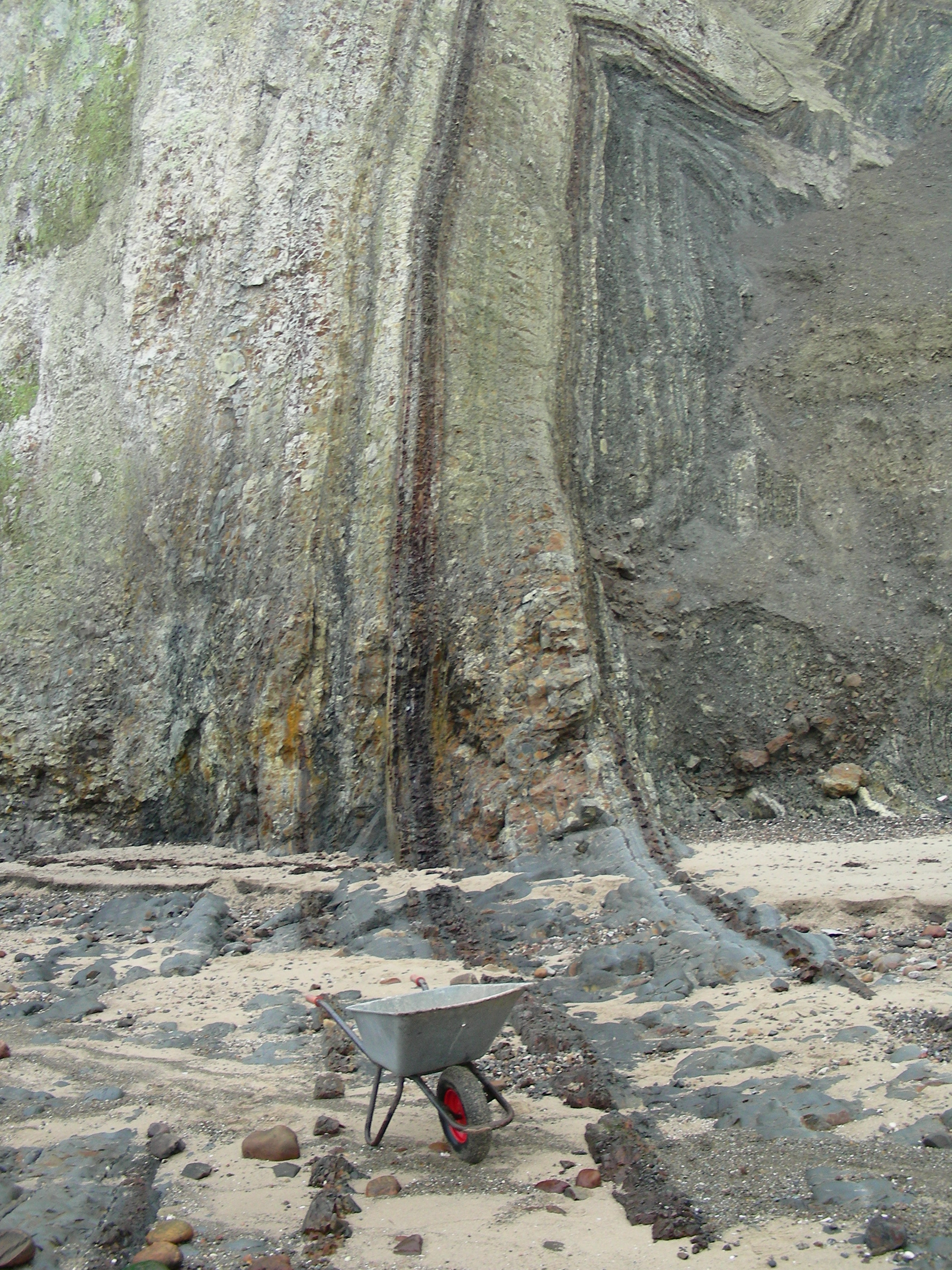
Moler på ön Fur med inlagrad vulkanaska.

Moler är en vitgrå jordart i bland annat Danmarks tertiäravlagringar bestående av skal från kiselalger (diatomit). Jordarten finns i området kring Limfjorden.  I avlagringarna finns tunna lager av vulkanaska från en vulkan som låg i Nordsjön.